# Вільям Генрі Перкін (молодший)
Вільям Генрі Перкін (молодший) (англ. William Henry Perkin Jr.; 17 червня 1860, Садбері, Мідлсекс, Велика Британія — 17 вересня 1929, Оксфорд, Велика Британія) — англійський хімік-органік.

## Біографія
Син  Вільяма Генрі Перкіна (старшого). Навчався в хімічному коледжі в Саут-Кенсингтоні (1877-1880), потім у Німеччині у  Йоханнеса Вісліценуса (1880) та  Адольфа Байера (1882). Професор університетів в Единбурзі (з 1887), Манчестері (з 1892) і Оксфорді (з 1912).

## Наукова діяльність
Розробив методи синтезу поліметиленових сполук на основі  ацетооцтового,  бензоілоцтового та  малонового ефірів. Роботи Перкіна з синтезу і дослідженню аліциклічних сполук послужили А. Байєру основою для створення «теорії напруги» циклічних систем. Вивчав терпени, алкалоїди, гематоксилін та бразілін.